# Équipe des Samoa de rugby à XV des moins de 20 ans
L'équipe des Samoa des moins de 20 ans est constituée par une sélection des meilleurs joueurs samoans de rugby à XV de moins de 20 ans, sous l'égide de la fédération samoane de rugby à XV.

## Histoire
L'équipe des Samoa des moins de 20 ans est créée en 2008, remplaçant les équipes des Samoa des moins de 21 ans et des moins de 19 ans à la suite de la décision de l'IRB en 2007 de restructurer les compétitions internationales junior. Elle participe chaque année au championnat du monde junior ou au Trophée mondial junior suivant son classement.
Les jeunes Samoans remportent à deux reprises le Trophée mondial des moins de 20 ans, lors des éditions 2011 (en) et 2016 (en),.

## Palmarès
- Trophée mondial de rugby à XV des moins de 20 ans :
  - Vainqueur : 2011 (en), 2016 (en).